# Liz Weekes
Elizabeth „Liz“ Jane Weekes OAM, nach Heirat Elizabeth Jane Scott, (* 22. September 1971 in Sydney) ist eine ehemalige australische Wasserballspielerin. Sie war Weltmeisterschaftsdritte 1998 und Olympiasiegerin 2000.

## Sportliche Karriere
1998 bei den Weltmeisterschaften in Perth erreichten die Australierinnen als drittbestes Team ihrer Vorrundengruppe das Viertelfinale und besiegten dann die Ungarinnen. Im Halbfinale unterlagen die Australierinnen den Italienerinnen nach Verlängerung. Im Spiel um den dritten Platz besiegten die Australierinnen die russische Mannschaft mit 8:5.
1998 wurde bekannt gegeben, dass Wasserball für Frauen als Wettbewerb in das Programm der Olympischen Spiele in Sydney 2000 aufgenommen worden war. Im olympischen Turnier hütete die 1,80 Meter große Liz Weekes in sechs Spielen das australische Tor, in der Vorrunde spielte zweimal Danielle Woodhouse. Die Australierinnen gewannen die Vorrundengruppe, siegten im Halbfinale mit 7:6 gegen die Russinnen und bezwangen im Finale das Team aus den Vereinigten Staaten mit 4:3.
2001 war Weekes Torhüterin der australischen Mannschaft, die bei der Weltmeisterschaft in Fukuoka den fünften Platz belegte.
Liz Weekes studierte an der University of Sydney. Sie ist mit dem Ruderer Robert Scott verheiratet.